# Srpska liga Beograd
La Srpska liga Beograd (in cirillico Српска лига Београд), è uno dei 4 gironi che compongono la Srpska Liga, la terza divisione del campionato serbo di calcio. Questo girone comprende le squadre del distretto di Belgrado, la capitale della Serbia.
È organizzato dalla Fudbalski savez Beograda (FSB), la federazione calcistica di Belgrado.
È stato formato nel 1995 dalla scissione della Severna Grupa Srpske Lige fra squadre della Voivodina (confluite nella Srpska liga Vojvodina) e quelle della capitale. La squadra vincitrice viene promossa in Prva Liga Srbija, le peggiori retrocedono nel girone belgradese della Zonska Liga.

## Albo d'oro
- In verde le squadre che hanno ottenuto la promozione nella categoria superiore.

| Stagione | Primo               | Secondo            | Terzo                    |
| -------- | ------------------- | ------------------ | ------------------------ |
| 1995–96  | Palilulac           | Zvezdara           | Balkan Mirijevo          |
| 1996–97  | Milicionar          |                    |                          |
| 1997–98  | Kolubara            |                    |                          |
| 1998–99  | BSK Borča           | Teleoptik          | Železničar Bara Venecija |
| 1999–00  | Bežanija            | Mladi Obilić       | Rakovica                 |
| 2000–01  | Radnički Obrenovac  | Mladenovac         | Balkan Mirijevo          |
| 2001–02  | Dorćol              | Srem Jakovo        | Κneževac Kijevo          |
| 2002–03  | Bežanija            | Voždovac           | Železničar Bara Venecija |
| 2003–04  | Voždovac            | Κneževac Kijevo    | Teleoptik                |
| 2004–05  | Mladenovac          | Posavac Kneževac   | Kolubara                 |
| 2005–06  | BSK Borča           | FK Belgrado        | Sopot                    |
| 2006–07  | Hajduk Belgrado     | Kolubara           | Sopot                    |
| 2007–08  | Kolubara            | Radnički Obrenovac | FK Belgrado              |
| 2008–09  | Zemun               | Teleoptik          | Šumadija Jagnjilo        |
| 2009–10  | BASK Belgrado       | Radnički Obrenovac | Šumadija Jagnjilo        |
| 2010–11  | Mladenovac          | Srem Jakovo        | Šumadija Jagnjilo        |
| 2011–12  | Voždovac            | Radnički Obrenovac | Zemun                    |
| 2012–13  | Sinđelić Belgrado   | Radnički Obrenovac | Šumadija Jagnjilo        |
| 2013–14  | Kolubara            | Žarkovo            | Šumadija Jagnjilo        |
| 2014–15  | Zemun               | Teleoptik          | IMT                      |
| 2015–16  | Budućnost Dobanovci | Teleoptik          | Brodarac 1947            |
| 2016–17  | Teleoptik           | BSK Batajnica      | IMT                      |
| 2017–18  | Žarkovo             | Grafičar           | OFK Belgrado             |
| 2018–19  | Grafičar            | IMT                | Kolubara                 |
| 2019–20  |                     |                    |                          |

### Titoli vinti
| Titoli | Squadre |
| ------ | --- |
| 3      | Kolubara |
| 2      | BSK Borča, Bežanija, Voždovac, Mladenovac, Zemun |
| 1      | Palilulac, Milicionar, Radnički Obrenovac, Dorćol, Hajduk Belgrado, BASK Belgrado, Sinđelić Belgrado, Budućnost Dobanovci, Teleoptik, Žarkovo, Grafičar |

## Coppa
La Kup FS Beograda viene disputata dalle compagini dalla terza divisione in giù. La vincitrice accede al turno preliminare della Kup Srbije.
| Stagione | Vincitrice           |
| -------- | -------------------- |
| 2005–06  | Teleoptik            |
| 2006–07  | Teleoptik            |
| 2007–08  | Srem Jakovo          |
| 2008–09  | Srem Jakovo          |
| 2009–10  | Srem Jakovo          |
| 2010–11  | Šumadija Jagnjilo    |
| 2011–12  | Kovačevac            |
| 2012–13  | IM Rakovica Belgrado |
| 2013–14  | Dorćol               |
| 2014–15  | Zemun                |
| 2015–16  | Žarkovo              |
| 2016–17  | Radnički Belgrado    |
| 2017–18  | Kolubara             |
| 2018–19  | OFK Belgrado         |
| 2019–20  |                      |